# Pistole calde a Tucson
Pistole calde a Tucson (Gunsmoke in Tucson) è un film del 1958 diretto da Thomas Carr.
È un western statunitense con Mark Stevens, Forrest Tucker e Gale Robbins.

## Produzione
Il film, diretto da Thomas Carr su una sceneggiatura di Paul Leslie Peil e Robert L. Joseph e un soggetto dello stesso Peil, fu prodotto da William D. Coates per la Allied Artists Pictures e girato a Santa Clarita, California, da metà dicembre a fine dicembre 1957. Il titolo di lavorazione fu Blue Chip. Il brano della colonna sonora I Need a Man fu composto da Bebe Blake, Jack Hoffman e Emil Cadkin.

## Distribuzione
Il film fu distribuito con il titolo Gunsmoke in Tucson negli Stati Uniti dal 7 dicembre 1958 al cinema dalla Allied Artists Pictures.
Altre distribuzioni:
- in Germania Ovest il 31 luglio 1959 (Jonny schießt nur links)
- in Austria nell'ottobre del 1959 (Johnny schießt nur links)
- in Svezia il 12 ottobre 1959 (Kulregn i Tucson)
- in Finlandia il 18 dicembre 1959 (Verta ja ruudinsavua)
- in Messico il 12 maggio 1960 (Matar fue su profesión)
- in Brasile (Matar Era Minha Profissão)
- in Francia (Fusillade à Tucson)
- in Italia (Pistole calde a Tucson)
- in Norvegia (Kruttrøyk i Tucson)

## Promozione
Le tagline sono:
- THE MOST DANGEROUS GUN IN THE WEST FACES THE KILLER WITH A BADGE!
- A FLAMING HELL OF GREED AND HATE!